# Altered States
Altered States (Hispanoamérica: Estados alterados, España: Un viaje alucinante al fondo de la mente) es una película de ciencia ficción de 1980, dirigida por Ken Russell y basada en una novela homónima de 1978 escrita por Paddy Chayefsky.

## Argumento
Edward Jessup es un profesor universitario de psicología anormal que, mientras estudia la esquizofrenia, empieza a pensar que «nuestros otros estados de consciencia son tan reales como el estado de vigilia». Jessup comienza a llevar a cabo experimentos de privación sensorial usando tanques de flotación, ayudado por dos colegas investigadores, Parrish y Rosenberg, al estar encerrados en un tanque de agua durante varias horas se despiertan otros sentidos y partes de la mente. 
En una fiesta de la facultad conoce a Emily y los dos terminan casándose. Cuando Edward oye hablar de una tribu mexicana que experimenta estados ilusorios colectivos a través del uso de alucinógenos, viaja a México para participar en estas ceremonias. Allí un chamán le introduce en el ritual; inmediatamente después de consumir la preparación de hongos, Edward experimenta diversas visiones y alucinaciones. 
Vuelve a los Estados Unidos con un extracto de la droga de México, que empieza a consumir antes de sus sesiones en el tanque de flotación, donde experimenta una serie de drásticas transformaciones físicas y mentales. Los experimentos de Edward siguen adelante, le llevan a sufrir una involución biológica: después de una de las sesiones emerge del tanque de flotación con la forma de un hombre primitivo, de aspecto simiesco y feral, aunque recupera más tarde su condición humana. 
Pese a las preocupaciones del resto del equipo de investigación, Edward insiste en continuar con los experimentos de drogas fuertes, llegando a situaciones extremas. Más adelante sufre una regresión extrema a una masa amorfa de materia primordial, al inicio de la vida en el universo, y solo gracias a la intervención de su esposa Emily se logra salvar de lo que parecía una transformación irreversible.

## Reparto
| - William Hurt como Eddie Jessup. - Blair Brown como Emily Jessup. - Drew Barrymore como Margaret Jessup. - Megan Jeffers como Grace Jessup. - Bob Balaban como Arthur Rosenberg. - Charles Haid como Mason Parrish. | - Thaao Penghlis como Eduardo Eccheverria. - Miguel Godreau como Primal Man. - Dori Brenner como Sylvia Rosenberg. - Peter Brandon como Alan Hobart. - Charles White-Eagle como The Brujo. |

## Producción y rodaje
El guion de la película fue elaborado por el propio Chayefsky, pero ante su descontento con la adaptación de Russell —y tras múltiples enfrentamientos con este durante el rodaje que obligaron a Chayefsky a abandonarlo— el escritor terminó exigiendo que su nombre fuera retirado de los créditos de la obra; el guion terminó siendo acreditado a un pseudónimo del escritor, «Sidney Aaron». El bailarín Miguel Godreau hizo de doble de William Hurt para las escenas es las que su personaje se transforma en simio. Según Chayefsky la película fue ofrecida a diversos directores, como Steven Spielberg, Sidney Lumet, Arthur Hiller o Arthur Penn y todos la rechazaron, terminando por ser encargada a Russell, que supuestamente habría sido «el último de la lista». También se produjo la marcha de uno de los especialistas en efectos especiales, John Dykstra, así como la transferencia del proyecto de la productora Columbia Pictures a Warner Bros, a causa de un incremento sobre la marcha del presupuesto.
El rodaje fue muy problemático y Russell se quejó de que la productora le ponía demasiados problemas. La película fue el debut de la actriz Drew Barrymore —antes incluso que su papel en E.T., el extraterrestre— en el cine: interpretó a Margaret Jessup, una de las dos hijas de Eddie Jessup. El filme estuvo encuadrado en la carrera del director en una etapa más comercial, junto con Valentino (1977), que la de sus filmes anteriores. Russell insertó elementos de inspiración cristiana, alegorías religiosas y un alto contenido simbólico en las secuencias de alucinaciones de Jessup.

## Influencias
La novela original de Chayefsky se inspira a su vez en el libro The Centre of the Cyclone, en el que John Lilly relata sus experiencias con los tanques de aislamiento y privación sensorial, que también aparecen en Altered States. El filme sentó un precedente para distintas películas de terror de los 80, como Pesadilla en Elm Street (1984) además de haber sido establecidos paralelismos entre las motivaciones de Jessup y las experiencias que sufre con las de otros personajes de filmes posteriores, como Crawford Tillinghast en From Beyond (1986) o Frank Cotton en Hellraiser (1987). También se ha mencionado la posibilidad de que inspirara los efectos especiales requeridos para la transformación hombre-criatura en producciones como Un hombre lobo americano en Londres o The Howling.
Una sección de diálogo de la película aparece en la canción Anthem por la banda británica Bring Me the Horizon. El diálogo también aparece al principio de la canción It Never Ends, por la misma banda, durante conciertos y en la versión de la canción en el álbum en vivo desde Royal Albert Hall. Sin embargo, no aparece al principio de It Never Ends en el video musical para la canción. En la versión del álbum no hay silencio entre Anthem e It Never Ends, lo que da la impresión de que el diálogo pertenece a esta última y no a Anthem.

## Críticas
La película se convirtió en un éxito tanto de crítica como en taquilla en los Estados Unidos. El reconocido crítico estadounidense Roger Ebert otorgó una calificación buena al filme (3,5 sobre 4), señalando que era «la película que Russell había nacido para dirigir». Además puntualizó que «a pesar de que la película pueda resultar un completo sinsentido, esto no es algo que preocupe especialmente al espectador mientras la ve». Por otra parte Janet Maslin, de The New York Times, señaló que la película pierde interés a medida que avanza el metraje. Otras reseñas más recientes han calificado el final de la película como pobre, aunque destacan las impactantes escenas de las alucinaciones de Jessup a lo largo de la película. Antonio Albert la describió en 1992 para El País como «histriónica» y «demencial».
El crítico Richard Corliss atribuyó el rechazo de Chayefsky a la película a «la intensidad de las actuaciones y al ritmo frenético con el que los actores leían sus líneas de diálogo». El propio John Lilly en una entrevista para la revista Omni en 1983 afirmó estar contento con el resultado de la película, aunque señaló que en la realidad todos los tanques son horizontales, además de remarcar que solamente el uso del tanque, sin drogas de por medio, no podía dar lugar a los viajes que experimenta Jessup.

## Premios
La película obtuvo dos nominaciones a los Óscar, una para la mejor banda sonora, la cual corrió a cargo de John Corigliano y que se terminó llevando el musical Fama, y otra al mejor sonido, para Arthur Piantadosi, Les Fresholtz, Michael Minkler y Willie D. Burton, premio que sin embargo recayó sobre la película Star Wars: Episodio V - El Imperio contraataca. William Hurt, el protagonista, obtuvo una nominación al Globo de Oro a «Nueva Estrella del Año» por parte de la Asociación de la Prensa Extranjera de Hollywood, premio que se terminó llevando el actor Rick Schroder.